# Kęty

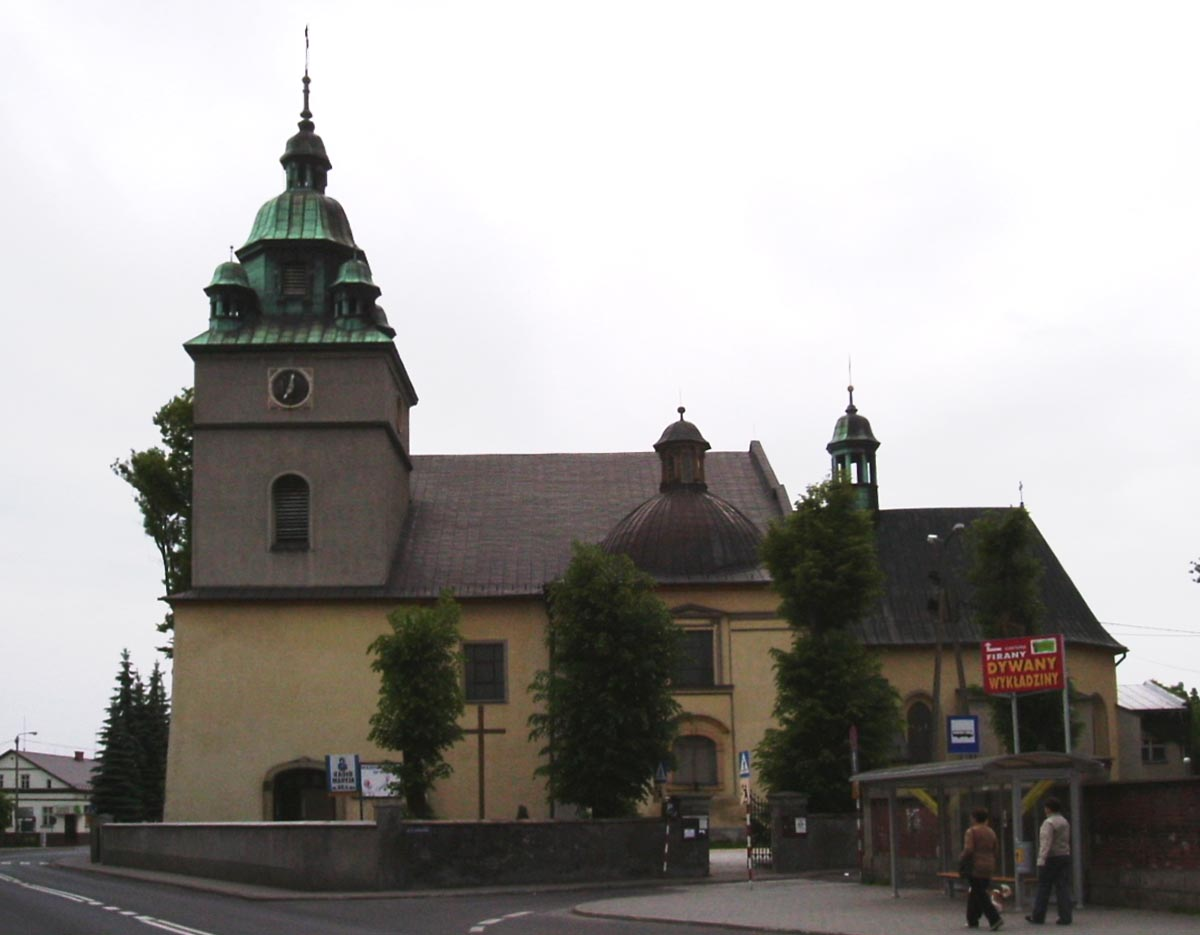
Plébániatemplom

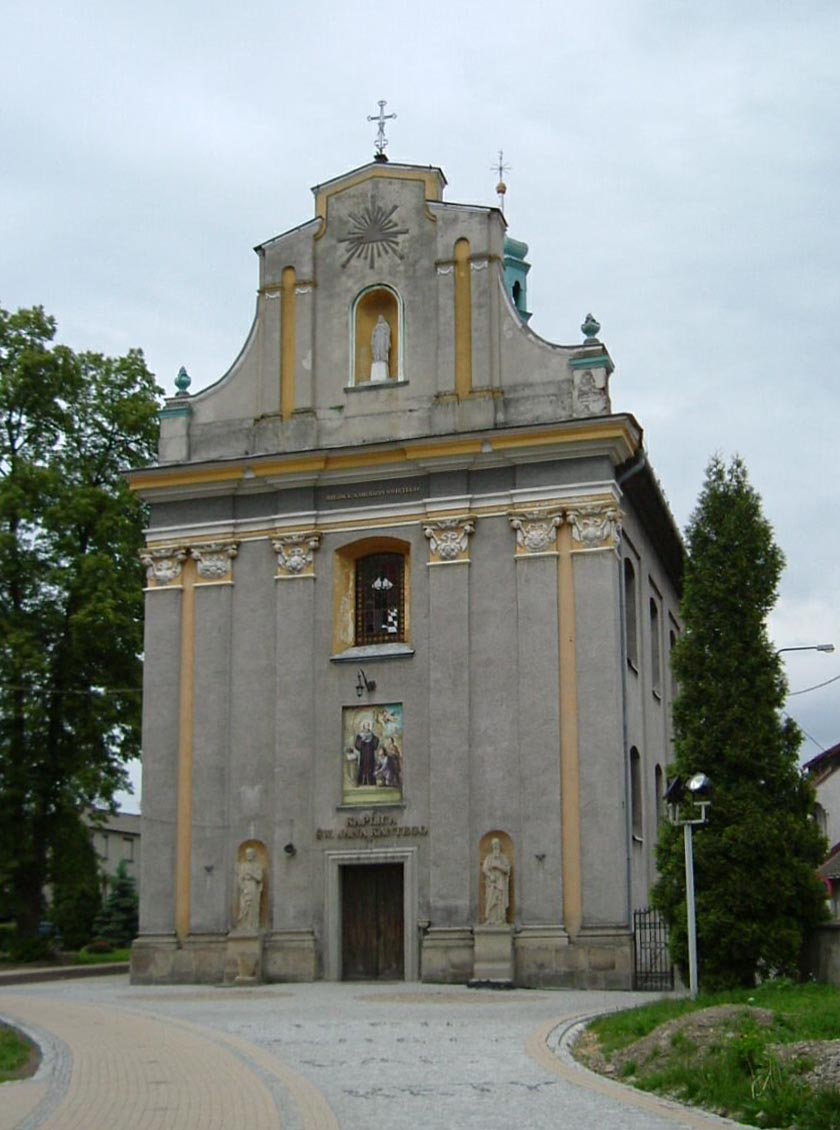
Barokk templom

Kęty (németül Kenty) lengyel város a Kis-lengyelországi vajdaságban, az oświęcimi járásban. 1975-1998 között a bielskoi vajdasághoz tartozott. 2021-es adatok szerint a város lakossága 18 067 fő volt. Kęty ipari-kereskedő jellegű város.

## Fekvése
A Kis-Beszkidek (Beskid Mały) lejtőjén, a Soła folyó völgyében, a Bielsko-Biała-ból Krakkóba vezető út mentén Kozy és Andrychów között, a kárpátaljai klímaövezetben épült.

## Története
Kęty 1277 óta rendelkezik városi jogokkal, de a település története sokkal régebbi időkre nyúlik vissza.
A város legragyogóbb fejlődése a Jagellók alatt következett be, amikor Kęty királyi birtok, majd később a királyné birtoka lett, és a városi tanácstagok a királynak pénzkölcsönt adtak. Megfordult itt Sobieski János lengyel király huszárjaival, amikor Bécs alá meneteltek, Józef Poniatowski herceg a lipcsei csata előtt, a novemberi felkelés és a januári felkelés résztvevői, valamint a lengyel légió I. brigádja Józef Piłsudski parancsnoksága alatt. Kęty legismertebb személyisége a város védőszentje, Kenty szent János.
1867-ben Franciszek és Edward Zajączek és Karol Lankos megalapították Kęty első posztógyárát.
Kętyben és a közeli Czaniecben lakott a Wojtyła család, II. János Pál pápa családja.
A város központja a középkori piactérrel, valamint a körülötte elhelyezkedő utcák és XIX. századi házak műemléki védelem alatt áll. Figyelemre méltó a román plébániatemplom, a Kanty szent János templom (1644-1648) és a ferences kolostor (XVII-XVIII. század).

## Oktatás
- Wyższa Szkoła Nauk Ekonomicznych i Społecznych w Kętach (Gazdasági és társadalomtudományi főiskola)
- Powiatowy Zespół nr 11 Szkół Ogólnokształcących im. St. Wyspiańskiego (Járási általános és középiskola)
- Zespół szkół podstawowo gimnazjalnych nr 3 w Kętach- Podlesiu im. Bohaterów Westerplatte (3. sz. gimnázium)

## Sportélete
- MKS TEMPO Kęty
- T.S. Hejnał Kęty
- Sokół Kęty
- Plébánia diákegyesülete
- Iskolaközi diák sportegyesület "Kęczanin" Kęty
- Fedett uszoda